# غار وحشت
غار وحشت (به انگلیسی: Cavern of the Fear) جلد اول مجموعه ی سه جلدی «سرزمین سایه های دلتورا»، اثر امیلی رودا(جنیفر روو) نویسنده استرالیایی است.